# チベットキジシャコ
チベットキジシャコ (西蔵雉鷓鴣、学名：Tetraogallus altaicus)は、キジ科に分類される鳥の一種である。

## 分布
チベット南東部から中国の雲南省にかけて分布する。

## 形態
体長約45センチメートル。体の上面は灰褐色で、肩羽は黄褐色の地に黒色や褐色の斑が入る。腰から尾は灰色である。頭部は灰色で、喉は朱色がかった茶色である。胸から腹にかけては淡い黄褐色である。尾羽は18枚ある。雄のみ脚に距が1対ある。

## 生態
海抜3300-4900メートルの針葉樹林や低木林に生息する。